# Atletica leggera ai Giochi della IV Olimpiade - Salto in lungo
La competizione del salto in lungo di atletica leggera dei Giochi della IV Olimpiade si tenne il giorno 22 luglio 1908 allo Stadio di White City a Londra.

## L'eccellenza mondiale
| Migliore prest. mondiale    | 7,61 1901 | Peter O'Connor  | Rit. 1906 |
| Record olimpico: 1904       | 7,34      | Meyer Prinstein | Rit. 1907 |
| Primatista mondiale stag.le | 7,57      | Timothy Ahearne | Presente  |

## Risultati

### Turno eliminatorio
Tutti i 32 iscritti hanno diritto a tre salti. Poi si stila una classifica. I primi tre disputano la finale (tre ulteriori salti).
I tre finalisti si portano dietro i risultati della qualificazione.
La miglior prestazione appartiene a Frank Irons (USA) che salta a 7,44 m, stabilendo il nuovo record olimpico.
Il primatista stagionale Ahearne arriva soltanto ottavo con 6,72.
Gruppo A
| Pos. | Atleta       | Nazione     | Misura |
| ---- | ------------ | ----------- | ------ |
| 4    | Edward Cooke | Stati Uniti | 6,97   |
| 12   | Sam Bellah   | Stati Uniti | 6,64   |
| 14   | Ödön Holits  | Ungheria    | 6,54   |
| 20   | Wilf Bleaden | Regno Unito | 6,13   |

Gruppo B
| Pos. | Atleta             | Nazione     | Misura |
| ---- | ------------------ | ----------- | ------ |
| 2    | Daniel Kelly       | Stati Uniti | 7,09   |
| 5    | John Brennan       | Stati Uniti | 6,86   |
| 7    | Albert Weinstein   | Germania    | 6,77   |
| 8    | Tim Ahearne        | Regno Unito | 6,72   |
| 16   | Al Bellerby        | Regno Unito | 6,44   |
| 18   | George Barber      | Canada      | 6,41   |
| 19   | Carl Silfverstrand | Svezia      | 6,34   |

Gruppo C
| Pos. | Atleta               | Nazione     | Misura |
| ---- | -------------------- | ----------- | ------ |
| 1    | Frank Irons          | Stati Uniti | 7,44   |
| 6    | Frank Mount Pleasant | Stati Uniti | 6,82   |
| 11   | Charles Williams     | Regno Unito | 6,65   |
| -    | Bram Evers           | Paesi Bassi | ND     |
| -    | James O'Connell      | Stati Uniti | ND     |

Gruppo D
| Pos. | Atleta                    | Nazione     | Misura |
| ---- | ------------------------- | ----------- | ------ |
| 9    | Denis Murray              | Regno Unito | 6,71   |
| 13   | Frank Lukeman             | Canada      | 6,59   |
| 17   | William Watt              | Regno Unito | 6,42   |
| -    | Jacobus Hoogveld          | Paesi Bassi | ND     |
| -    | Hugo Wieslander           | Svezia      | ND     |
| -    | Hermann von Bönninghausen | Germania    | ND     |

Gruppo E
| Pos. | Atleta             | Nazione     | Misura |
| ---- | ------------------ | ----------- | ------ |
| 3    | Calvin Bricker     | Canada      | 7,08   |
| 10   | Gunnar Rönström    | Svezia      | 6,67   |
| 15   | Arthur Hoffmann    | Germania    | 6,50   |
| -    | Henri Gutierrez    | Francia     | ND     |
| -    | Lionel Cornish     | Regno Unito | ND     |
| -    | Géza Kövesdi       | Ungheria    | ND     |
| -    | Garfield MacDonald | Canada      | ND     |
| -    | Arvid Ringstrand   | Svezia      | ND     |
| -    | Henry Olsen        | Norvegia    | ND     |

### Finale
Irons si migliora ulteriormente di 4 cm, consolidando il proprio primato.

La gara vede un dominio degli atleti USA, che si piazzano al primo, secondo, quarto, quinto e sesto posto.
| Pos.    | Atleta               | Età | Nazione     | Misura |
| ------- | -------------------- | --- | ----------- | ------ |
| Oro     | Frank Irons          | 22  | Stati Uniti | 7,48   |
| Argento | Daniel Kelly         | 25  | Stati Uniti | 7,09   |
| Bronzo  | Calvin Bricker       | 24  | Canada      | 7,08   |
|         | Edward Cook          | 19  | Stati Uniti | 6,97   |
|         | John Brennan         | 28  | Stati Uniti | 6,86   |
|         | Frank Mount Pleasant | 24  | Stati Uniti | 6,82   |
|         | Albert Weinstein     | 23  | Germania    | 6,77   |